# Аморозо Фильо, Жозе
Жозе́ Аморозо Фильо (порт.-браз. José Amoroso Filho; 19 сентября 1937, Рио-де-Жанейро — 16 сентября 2022, Кампус-дус-Гойтаказис) — бразильский футболист, нападающий. Дядя другого известного футболиста — Марсио Аморозо.

## Карьера
Жозе Аморозо родился в районе Рио-де-Жанейро Сан-Кристован. Он начал играть в футбол в любительской команде «Делта», откуда перешёл в молодёжный состав клуба «Ботафого». В 1958 и 1959 годах он стал лучшим бомбардиром дублирующего состава команды в сезоне, одновременно с 1957 года Жозе начал играть за основной состав команды. Там он дебютировал 3 февраля в товарищеской игре с «Атлетико Минейро» (3:1). Аморозо выиграл с «Ботафого» два титула чемпиона штата Рио-де-Жанейро в 1961 и 1962 годах, два титула победителя турнира Рио — Сан-Паулу и три турнира Начала чемпионата Рио-де-Жанейро. В январе 1963 года Аморозо едва не стал игроком итальянской «Мантовы», искавшего партнёра в нападении для другого бразильца, Анджело Сормани: во время тренировочного матча, нападающий быстро получил травму, из-за непривычного для него прохладного климата и уехал на лечение в Рио-де-Жанейро. Далее итальянская команда, предлагавшая за трансфер футболиста 13 млн лир, отказалась от переговоров. Аморозо возвратился в «Ботафого», где выступал ещё два сезона. Всего за клуб футболист провёл 156 матчей и забил 65 голов, по другим данным 165 матчей и 69 голов. Последнюю игру за «Ботафого» Аморозо провёл 28 июня 1964 года с клубом «Канто до Рио» (2:0) на турнире начала чемпионата Рио-де-Жанейро.
В 1964 году Жозе, по личному приглашению главного тренера «Флуминенсе» Тима, перешёл в состав этой команды. Там он дебютировал 5 июля в матче чемпионата штата с «Кампу Гранди» (1:0). В следующей игре с «Оларией» Жозе забил два гола, принеся победу своей команде со счётом 2:1. В том же году Аморозо стал чемпионом штата, а также выиграл титул лучшего бомбардира турнира. Годом позже форвард вновь стал лучшим бомбардиром турнира с 19 голами. Также с клубом Аморозо выиграл Кубок Гуанабара и турнир Начала чемпионата Рио-де-Жанейро. В 1967 году он перешёл в клуб «Ремо», став частью сделки по переходу в обратном направлении Ассиса, и в первый же год стал лучшим бомбардиром чемпионата штата. В январе 1968 года футболист возвратился во «Флуминенсе», где ещё выступал три месяца. Всего за клуб Аморозо провёл 134 матча (63 победы, 30 ничьих и 41 поражений) и забил 72 гола. Последнюю игру в составе команды Аморозо сыграл 16 марта 1968 года с «Бонсусессо» (1:3). После этого он вновь оказался в «Ремо» с которым выиграл чемпионат штата, два титула турнира Севера Бразилии и вновь стал лучшим бомбардиром турнира, был капитаном команды. Всего за клуб он забил 87 голов. Завершил карьеру Жозе в «Кампу Гранди» в 1970 году. 
Завершив игровую карьеру, Аморозо работал тренером. Он тренировал «Кампу Гранди», клуб «Серрано» из Петрополиса, был ассистеном главного тренера клуба «Эверест». Также он работал в мэрии Рио-де-Жанейро. Аморозо умер 16 сентября 2022 года. После смерти Жозе, племянник Марсио опубликовал пост в социальных сетях: «Сегодня скончался мой дядя и кумир Жозе Аморозо Фильо. Вечный идол „Ботафого“, „Флуминенсе“ и „Ремо“. Покойся с миром, Бомбардир! Спасибо, дядя!».

## Достижения

### Командные
- Победитель турнира Начала чемпионата Рио-де-Жанейро: 1961, 1962, 1963, 1965
- Чемпион штата Рио-де-Жанейро: 1961, 1962, 1964
- Победитель турнира Рио — Сан-Паулу: 1962, 1964
- Обладатель Кубка Гуанабара: 1966
- Чемпион штата Парана: 1968

### Личные
- Лучший бомбардир чемпионата штата Рио-де-Жанейро: 1964 (19 голов), 1965 (10 голов)
- Лучший бомбардир чемпионата штата Парана: 1967 (18 голов), 1968 (9 голов)
- Лучший бомбардир турнира Северо — Северо-Востока: 1968 (10 голов)